# Karl Trahn

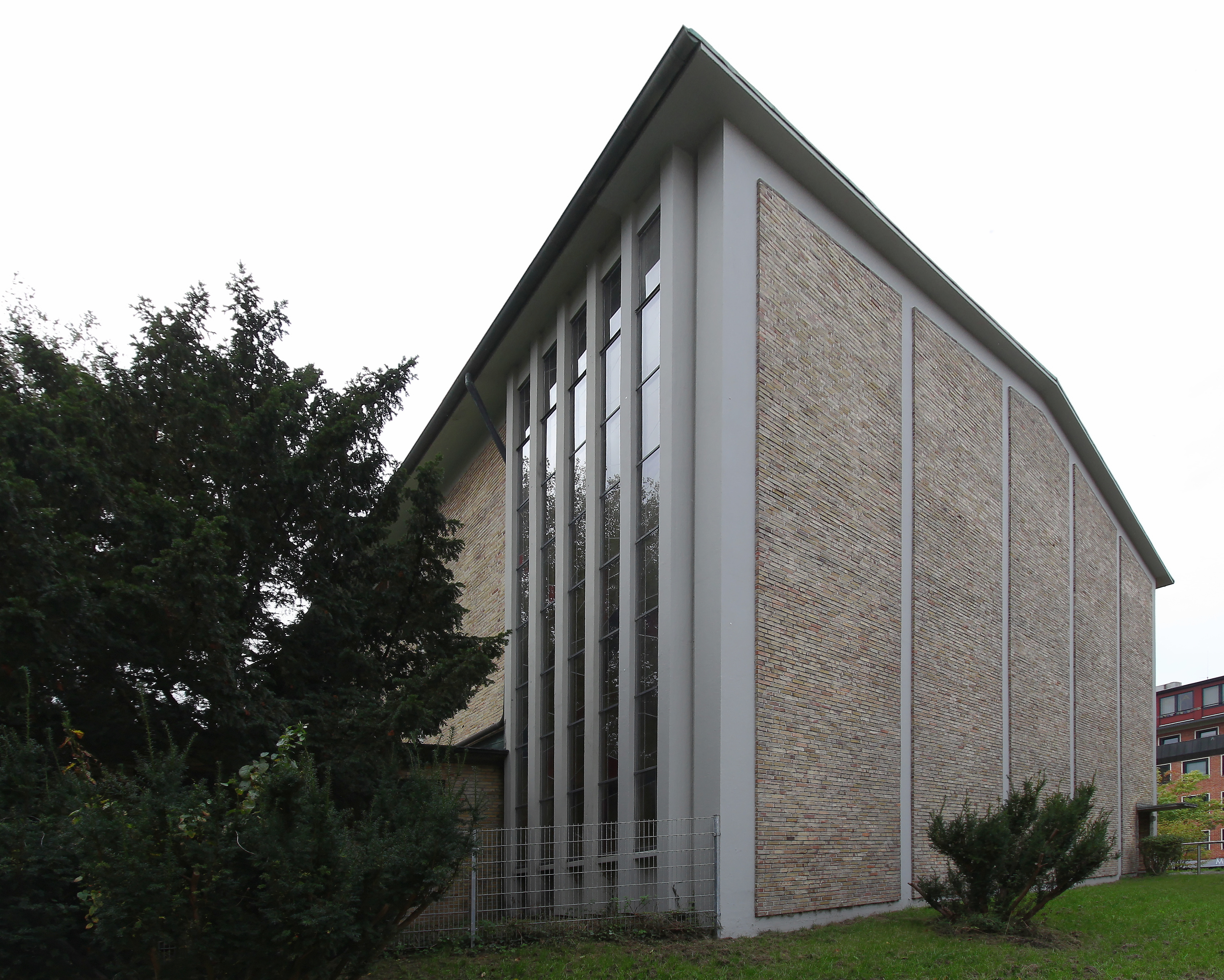
St. Johannis in Hamburg-Harburg

Karl Trahn (* 12. August 1889 in Gangerschild bei Süderbrarup; † 24. April 1964 in Hamburg) war ein deutscher Architekt.

## Leben
Karl Trahn studierte Malerei an der kunstgewerblichen Fachschule Flensburg sowie an den Kunstschulen in Königsberg und München. Er war zunächst als Zeichner im Büro des Harburger Architekten Heinrich Fischer tätig. Nach dem Ersten Weltkrieg begann der Autodidakt selbständig als Architekt zu arbeiten.
Bereits um 1928 hatte Trahn ein Büro in der heutigen Kirchenallee in Hamburg-St. Georg. Anderen Quellen zufolge gründete Trahn 1932 sein eigenes Architekturbüro. 1956 trat als Partner Einhart Hölscher bei Trahn ein. Hölscher hatte bei Egon Eiermann und Otto Ernst Schweizer an der TH Karlsruhe studiert und war seit 1949 bei Trahn tätig. Hauptsächlich betätigten sich Trahn & Hölscher im Wohnungs- und Sparkassenbau, später verlagerte sich ihre Aktivität zunehmend auf Industriearchitektur. Trahn gewann gemeinsam mit Hölscher mehrere Architekturwettbewerbe, die im Zuge des Wiederaufbaus nach dem Zweiten Weltkrieg in Hamburg ausgeschrieben wurden. 1952 erhielt er gemeinsam mit William Zwinscher den ersten Preis beim Wettbewerb zum Gebiet „Hochbahnschleife“ in Barmbek, an dem 76 Architekten teilgenommen hatten, das sie gemeinsam mit anderen Architekten realisierten. Ebenfalls mit anderen erhielt Trahn den dritten Preis beim Wettbewerb für 1.500 neue Wohnungen beim Projekt „Aßmann-Kanal“ in Hamburg-Wilhelmsburg.
Zur Entstehungszeit umstritten war Trahns Entwurf zur Johanniskirche in Harburg. Kunstgeschichtlich markiert er den „Durchbruch der modernen Sakralarchitektur“ in Hamburg. Besonders die Innenraumgestaltung wurde später gelobt. Als einer von wenigen Kirchenneubauten wurde die Johanniskirche im 1956 von BdA-Mitgliedern zusammengestellten Magazin „das beispiel“ ausführlich beschrieben. Hugo Schnell bescheinigte dem Gebäude in seinem Buch „Der Kirchenbau des 20. Jahrhunderts in Deutschland“ stilbildende Kraft.

## Bauten und Entwürfe

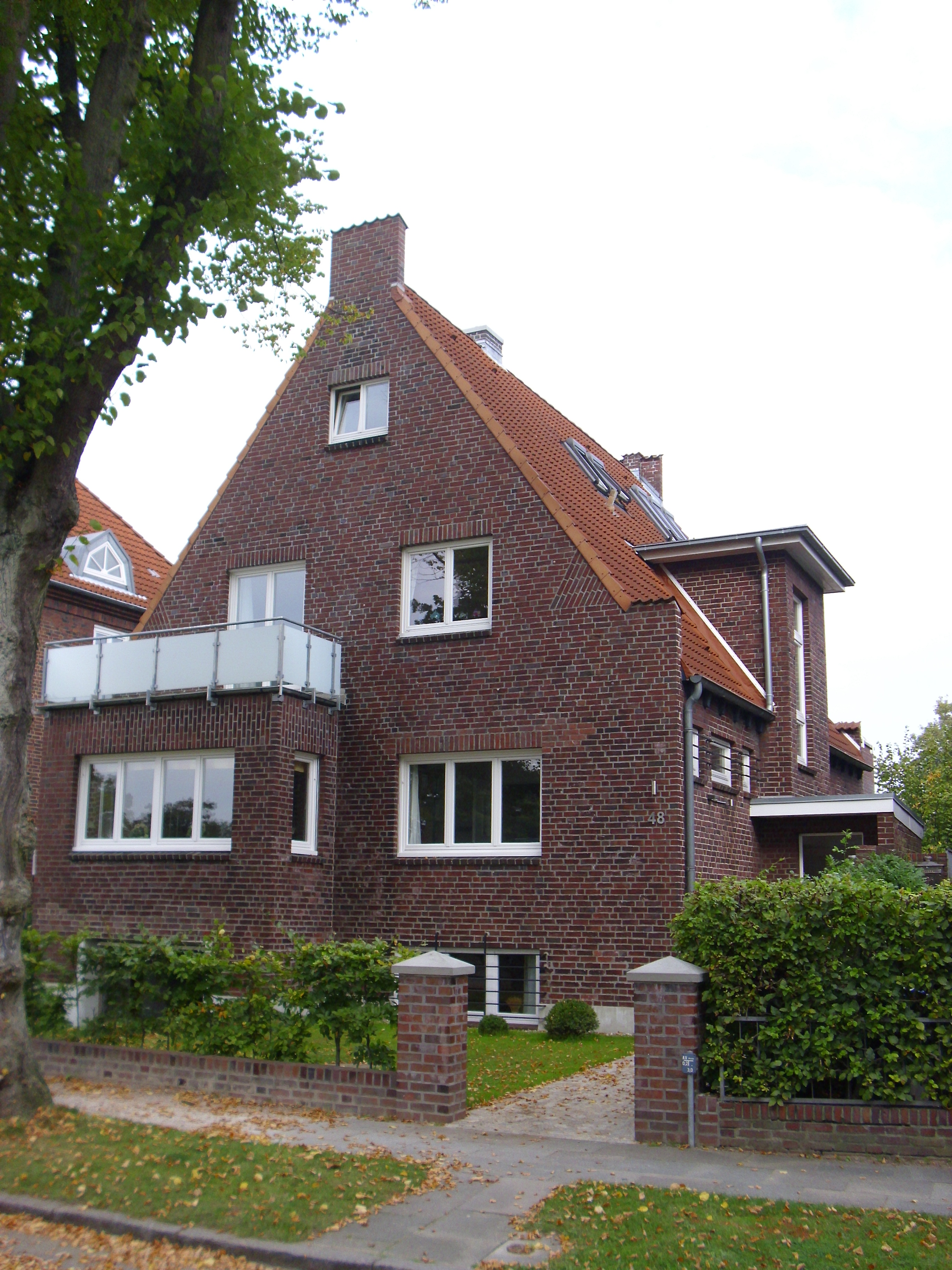
Heinrich-Traun-Straße 48

- 1924: Ehem. Ortsamt Neugraben, Cuxhavener Str. 192
- 1927: Haus Uhlenbusch, Hanstedt[11] (abgerissen 2014)
- 1928: Leichenhalle am Neuen Friedhof Harburg[12]
- 1928–1933: Drei Einfamilienhäuser (heute denkmalgeschützt) in der Heinrich-Traun-Straße in Hamburg-Fuhlsbüttel
- 1929: Paul-Gerhardt-Gemeindehaus, Harburg-Wilhelmsburg (Aufgabe und Abriss geplant)
- 1932: Gemeindehaus Hamburg-Ochsenwerder (urspr. in Verbindung mit Filiale der Hamburger Sparkasse)
- 1950/51: Siedlung Friedrich-Naumann-Straße, Hamburg (mit Dyrssen & Averhoff)
- 1952 bis 1962: Siedlung am Aßmannkanal Hamburg-Wilhelmsburg (mit Ernst und Heinz Dorendorf, Friedrich und Ingeborg Spengelin, Sprotte & Neve)[13]
- 1952–1958: Beteiligung am Bau der Siedlung Hochbahnschleife in Hamburg-Barmbek
- 1953: Kirche St. Johannis in Hamburg-Harburg
- 1956: Verwaltungsbau der städtischen „Deutschen Wohnungsbaugesellschaft mbH Harburg“, Knoopstr. 35/37, Hamburg
- 1957: Hamburger Sparcasse von 1827, Filiale Altona (heute Haspa, umgebaut und verkleidet)
- 1958/59: Siedlung Denickestraße Hamburg-Heimfeld (Trahn & Hölscher, Otto Kindt, Friedrich & Ingeborg Spengelin)
- 1960 Produktionshallen, Bürogebäude Koebers Eisenhütte (heute Harburg-Freudenberger) Alte Seevestraße, Hamburg
- 1962: Kreuzkirche in Lüneburg[14]
- 1964/65: Einfamilienhäuser im Eißendorfer Grenzweg, Hamburg-Marmstorf (heute Hamburg-Eißendorf)